# 阿蘭一世 (布列塔尼)
阿蘭一世（法語：Alain Ier de Bretagne），布列塔尼國王，890年至907年在位。

## 子女
1. 魯達爾
2. 帕斯維滕，可能是康南一世的祖父
3. 女兒，阿蘭二世的母親